# Jean-Sébastien Petitdemange
Pour les articles homonymes, voir Petitdemange.
 (février 2014).
Si vous disposez d'ouvrages ou d'articles de référence ou si vous connaissez des sites web de qualité traitant du thème abordé ici, merci de compléter l'article en donnant les références utiles à sa vérifiabilité et en les liant à la section « Notes et références ».
Jean-Sébastien Petitdemange, né le 21 juin 1966 à Épinal (Vosges), est un auteur et un chroniqueur de radio et de télévision française, spécialiste du tourisme, de la gastronomie, du made in France et du patrimoine. 

## Biographie
En 1981, passionné par les médias depuis son adolescence, il rejoint RVV (Radio Vallées Vosges) dès la création des radios libres. En parallèle, il fait des études et obtient une maîtrise de droit international à Assas et un DESS de droit et administration de la communication audiovisuelle à l'université Panthéon-Sorbonne. Il sera également maître de conférence à l'Institut d'études politiques de Paris et auteur de quelques ouvrages sur les voyages, le vin, et la gastronomie qui restent ses domaines de prédilection.
À partir de 1992, il commence à collaborer à la rédaction du Guide du routard. Ainsi il a parcouru l'ensemble des régions françaises et plus d'une cinquantaine de pays à travers le monde. 
En 1995, Europe 1 lui propose de participer à une émission de la grille d'été aux côtés de Jean-Luc Petitrenaud et de Vincent Ferniot.
Il commencera à la rentrée 1995 à collaborer à l'émission Un jour en France aux côtés de Marie-Laure Augry sur France 3. L'aventure s’achèvera en 2001 
Dès 1996, Jean-Sébastien Petitdemange rejoint l’antenne de RTL. 
Avec quelques autres journalistes du Guide du routard, il participe à une émission de conseil autour du voyage Détours d'été.
À partir de la rentrée 1999, il devient le partenaire de Vincent Perrot tous les vendredis après-midi de 15 h à 16 h 30 dans une nouvelle émission Bon week end. En 2005, c'est Charlotte Pozzi qui devient sa partenaire du samedi. Nouvel horaire : 13h30 15h. 
Au fil des saisons, il travaillera avec Sébastien Folin, Vincent Cerutti, Jade (animatrice), Bruno Guillon ou Sidonie Bonnec.
De plus, il rejoint l'équipe de RTL Week-end Matin auprès de Bernard Poirette pour proposer aux auditeurs une chronique patrimoine et voyages à 9h15. Il entame à la rentrée 2017 sa 6e année aux côtés de LA voix des week end de RTL
C'est en janvier 2011 que Laurent Boyer lui demande de participer à une nouvelle aventure sur France 3 : une émission itinérante en France tous les jours en fin de matinée. 
Jusqu'en juin 2017, Jean-Sébastien Petitdemange est un des chroniqueurs de l'émission Midi en France sur France 3, un magazine de découverte présenté par Laurent Boyer puis par Vincent Ferniot,. Durant 7 saisons, il met en valeur l'histoire, le patrimoine, la géographie et l'héraldique à travers des chroniques simples et passionnées.
En juillet 2013, il lance l'été made in France avec Sophie Massieu, une série de 35 émissions qui consiste à voyager et faire découvrir le terroir des régions françaises.
En 2015, il participe aux émissions sur France 2 de Stéphane Bern, Le Monument préféré des Français et Le Village préféré des Français. Durant l'été 2015 c'est aux côtés de Bruno Guillon qu'il officie du lundi au vendredi de 11h à 12h30 sur RTL.
Pendant l'été 2016, Jean-Sébastien Petitdemange anime RTL Autour du Monde avec Jean-Michel Zecca.
- Pendant l'été 2017 il anime RTL vous régale avec Jean-Michel Zecca et Nathalie Helal, journaliste et historienne de la gastronomie, du lundi au vendredi de 11h à 12h30[9].

En 2019, il intègre l'équipe de l'émission "La Quotidienne" sur France 5, où il anime chaque semaine une chronique consacrée au patrimoine historique et culturel de la France  puis une autre chronique consacrée au "made in France".

## Ouvrages
- Queen Mary 2. Une croisiere gastronomique, Grenoble, Glénat, 2009, 224 p. (ISBN 978-2-7234-6693-6)[12]
- Made in France, la France qui résiste, Larousse, coll. « Essais Et Doc », 2015, 160 p. (ISBN 978-2-03-592355-4 et 2-03-592355-7)[13]
- Guide Hachette du Made in France, Editions Hachette, oct 2016[14]
- J'Irai flâner sur vos Tombes, Larousse, coll. "Essais et Doc" 2017 [15]

## Autres activités
- Président des Gastronomades d’Angoulême
- Administrateur et responsable éditorial du Media Club (think tank secteur média et communication)
- Vice-Président de l'association de sauvegarde du Château de Carneville (Manche)

## Distinctions
- Chevalier dans l’ordre du mérite agricole
- Officier de la « Confrérie des bons entonneurs rabelaisiens de Chinon »
- Chevalier de la « Confrérie de la Puette et du Franc-Pinot »
- Prix du « Meilleur journaliste du patrimoine français » de la Demeure Historique en 2013 pour ses chroniques dans l'émission « Midi en France » sur France 3.